# Discovery Channel Pro Cycling Team
|  | Denne artikel eller sektion om sport er forældet eller ikke opdateret. Se artiklens diskussionsside eller historik. Artiklen skal omskrives, så den fremtræder som fortidig hele vejen igennem |

 For alternative betydninger, se Discovery. (Se også artikler, som begynder med Discovery)
Discovery Channel Pro Cycling Team (det tidligere US Postal) har haft store navne på deres hold. Sponsoren for dette hold var tv-kanalen Discovery Channel. Team Discovery Channel har også haft Lance Armstrong på holdet. Hovedsponsoren Discovery Channel stoppede efter sæson 2007 sit sponsorat af holdet. 10. august 2007 blev det offentliggjort at holdet lukker etter sæsonen, efter sportsdirektør Johan Bruyneel ikke kunne finde en ny hovedsponsor .

## Tidligere ryttere
Følgende fremtrædende ryttere har tidligere cyklet for holdet: Lance Armstrong, Tom Boonen, Floyd Landis, Tyler Hamilton, Fabio Casartelli

## Sejre

### 2007
| Dato          | Løb                | Sted     | Vundet              | Rytter           |
| ------------- | ------------------ | -------- | ------------------- | ---------------- |
| 25. februar   | Tour of California | USA      | Sammenlagt          | Levi Leipheimer  |
| 11.-18. marts | Paris-Nice         | Frankrig | Sammenlagt          | Alberto Contador |
| 11.-18. marts | Paris-Nice         | Frankrig | Ungdomstrøjen       | Alberto Contador |
| 16.-22. april | Tour de Georgia    | USA      | Sammenlagt          | Janez Brajkovič  |
| 16.-24. juni  | Tour de Suisse     | Schweiz  | Bjergkonkurrencen   | Vladimir Gusev   |
| 7.-29. juli   | Tour de France     | Frankrig | Sammenlagt          | Alberto Contador |
| 7.-29. juli   | Tour de France     | Frankrig | Ungdomskonkurrencen | Alberto Contador |
| 7.-29. juli   | Tour de France     | Frankrig | Holdkonkurrencen    | -                |

## Udstyr
- Beklædning: Nike
- Cykler: Trek
- Gear: Shimano
- Hjul: Bontrager

## Eksterne links/kilder
1. ↑  http://sporten.tv2.dk/cykling/article.php/id-7874134.html Arkiveret 17. februar 2021 hos  Wayback Machine Discovery lukker efter sæsonen